# Geschiedenis van Nicaragua
Dit artikel behandelt de geschiedenis van Nicaragua, een land in Centraal-Amerika.

## Precolumbiaanse geschiedenis
De kennis over de oudste geschiedenis van Nicaragua is schaars; het land is door archeologen minder onderzocht dan haar Centraal-Amerikaanse buurlanden. De eerste paleo-indianen moeten zo'n 12.000 jaar geleden in Nicaragua zijn neergestreken. De bekendste vondst uit de precolumbiaanse periode zijn zonder twijfel voetafdrukken van Acahualinca, achtergelaten in de vulkaanas nabij Managua. De ouderdom van deze voetsporen is nog steeds betwist. Aanvankelijk werd uitgegaan van een ouderdom van 7000 jaar terwijl uit recent onderzoek zou blijken dat de voetstappen hoogstens 2200 jaar oud zijn.
In de eeuwen na het begin van de jaartelling trokken uit Mexico afkomstige stammen Nicaragua in en werd het gebied betrokken bij het Meso-Amerikaanse beschavingsgebied. Ten tijde van de komst van de Spanjaarden waren de Nicarao de dominante stam in het gebied, zij spraken waarschijnlijk een variant van het Nahuatl, andere volkeren spraken Oto-Manguetalen. De stammen in het kustgebied spraken Misumalpan en Chibchatalen en waren cultureel eerder verwant met Zuid-Amerika dan met Mexico.

## Kolonisatie
Nicaragua werd in 1502 ontdekt door Columbus en in 1522 veroverd door de conquistadores. In 1524 werden de eerste Spaanse steden gesticht, waaronder twee van Nicaragua's belangrijkste steden: Granada en León. De culturen van de oorspronkelijke bewoners verdwenen bijna geheel. In de drie eeuwen onder Spaans bewind ontstond de Nicaraguaanse bevolking als mengeling tussen Europeanen, Indianen en Afrikanen.
De Atlantische kust werd nooit door de Spanjaarden gekoloniseerd. De lokale Miskito-indianen vermengden zich met marrons en vormden een eigen staat. In bondgenootschap met Engeland voerden zij aanvallen uit op Spaanse vestigingen in Nicaragua en de rest van Centraal-Amerika.
Nicaragua maakte in 1821 korte tijd deel uit van het Eerste Mexicaanse Keizerrijk en ging in 1823 deel uitmaken van de toenmalige Verenigde Staten van Centraal-Amerika. In 1838 werd het een zelfstandige republiek.

## Conservatieven versus liberalen

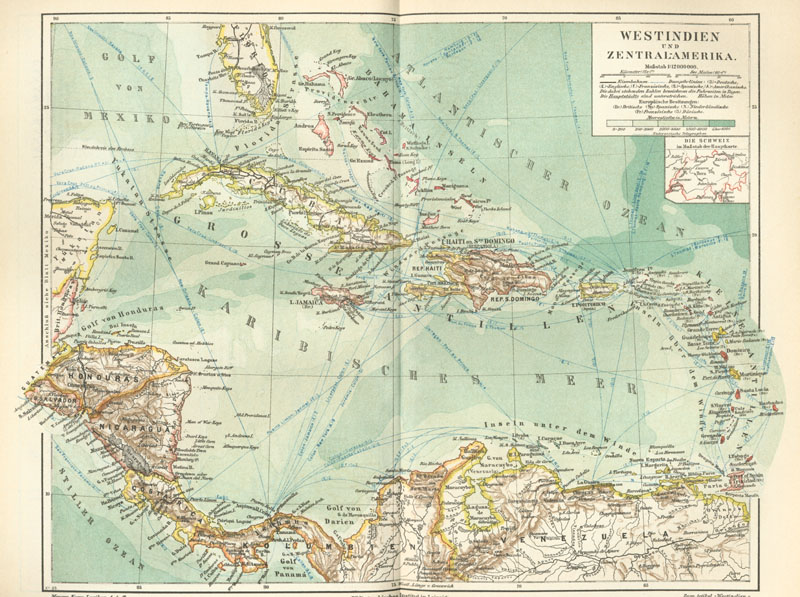
Het Caraïbisch gebied aan het einde van de 19e eeuw

Sinds de onafhankelijkheid van Nicaragua heeft de rivaliteit tussen conservatieven en liberalen (en daarmee tussen de steden Granada en León) een belangrijke rol gepeeld in de nationale politiek van het land. Deze rivaliteit maakte het mogelijk dat de Amerikaanse avonturier William Walker in 1855 met succes het conservatieve Granada aanviel, geholpen door strijdkrachten uit het meer liberale León. Na deze geslaagde inname van Granada werd Walker in 1857 gekozen tot president van Nicaragua. Doordat Walker er geen geheim van maakte dat hij ook de macht in andere Midden-Amerikaanse landen wilde overnemen en een maatschappij voorstond gebaseerd op slavernij van de inheemse bevolking, werd hij in 1857 door de andere landen in de regio verdreven. Later werd hij in Honduras berecht en geëxecuteerd.
In 1893 kon de liberale Jose Santos Zelaya president worden, doordat de conservatieve tak in het politieke spectrum intern verdeeld was geraakt. Zelaya maakte een einde aan de discussie met Engeland omtrent het eigendom van de Miskitokust, formeel in 1860 door de Britten losgelaten. Hoewel ook Honduras een claim had op het gebied en de inwoners van de kust liever onafhankelijk wilden blijven liet Zelaya het in 1894 inlijven.

## Machtspolitiek in de achtertuin van de VS
In 1909 ondersteunden de Verenigde Staten conservatieven die in opstand kwamen tegen Zelaya, in het kader van de machtspolitiek van de Amerikaanse president Theodore Roosevelt in 'de achtertuin van de VS'. De achtergrond van deze steun was gelegen in onvrede over Zelaya's pogingen om buitenlandse -lees Amerikaanse- toegang tot de natuurlijke hulpbronnen van Nicaragua te beperken, de VS wensten geen concurrentie voor het zojuist door hen verworven Panamakanaal en wensten de bouw van een -veel aantrekkelijker- voorgenomen kanaal door Nicaragua te verhinderen, en doordat Nicaragua onder Zelaya werd gezien als destabiliserende factor in het gebied. Op 18 november 1909 stuurde Amerika een oorlogsvloot naar Nicaragua nadat Zelaya 500 opstandelingen (waaronder twee Amerikanen) had laten executeren. Later dat jaar trad Zelaya af. De Amerikaanse marine bleef tot in de jaren dertig aanwezig in het gebied. Tussen 1927 en 1933 leidde de liberale generaal Augusto C. Sandino een guerrillaoorlog tegen het conservatieve regime, en daarmee ook tegen de Amerikaanse aanwezigheid in het gebied.
In 1933 verliet de Amerikaanse marine Nicaragua weer, maar dat gebeurde pas nadat de mariniers in Nicaragua eerst een Guardia Nacional hadden opgericht. Dit was een gecombineerde militaire en politiemacht die door Amerikanen werd getraind en gefaciliteerd en die loyaal was aan Amerikaanse belangen. De leider werd Anastasio Somoza García. Somoza schakelde zijn politieke opponenten uit, waaronder ook Sandino die in februari 1934 werd geëxecuteerd. In 1936 werd hij president. De familie Somoza bleef tot 1979 aan de macht.
De vroegste oppositie tegen het regime van Somoza was afkomstig uit de middenklasse, en uit de welgestelde conservatieve hoek. Zij werden door Somoza benadeeld doordat hij zijn eigen familie op belangrijke economische posten zette. Deze oppositie was niet erg succesvol. De liberale oppositie werd in de loop van de jaren vijftig ondergesneeuwd door een veel krachtigere maar ook gewelddadigere oppositie vanuit Marxistische hoek. Op 21 september 1956 wist een jonge Marxist genaamd Rigoberto López Pérez in León binnen te dringen op een feest dat door president Somoza werd bezocht, en hij schoot hem in de borst. De schutter overleed zelf direct daarna in een hagel van kogels, Somoza overleed enkele dagen daarna aan zijn verwondingen.

## De jongere Somozas
Anastasio Somoza García werd opgevolgd door zijn twee zoons. Luis Somoza Debayle was president van 1956 tot 1963, maar Anastasio Somoza Debayle had in werkelijkheid de grootste macht in handen als leider van de Guardia Nacional. De jonge Anastasio was nog loyaler aan de Verenigde Staten dan zijn vader, en er werd gezegd dat hij beter Engels sprak dan Spaans.
De opstandelingen kregen in die periode hulp vanuit Cuba. De revolutie in dat land gaf de opstandelingen in Nicaragua hoop en inspiratie, maar leverde hen ook wapens en deviezen op. Vanuit Costa Rica vormden zij het Sandinistisch Nationaal Bevrijdingsfront (FSLN), genoemd naar de nog steeds legendarisch geachte Augusto C. Sandino. Met hulp van de Verenigde Staten wisten de gebroeders Somoza de guerrilla’s te verslaan. Na de verkiezingen in februari 1963, waar de oppositie zeer sceptisch over was, werd er een president geïnstalleerd die geen deel uitmaakte van de familie Somoza. Hij overleed echter aan een hartaanval in 1967, waarna Anastasio Somoza Debayle president werd.
In 1970 bezat Anastasio Somoza Debayle 20% van het land, dat bewerkt werd door landlozen voor 1 dollar per dag. Velen van hen trokken daarom naar het oosten om in het regenwoud eigen land te zoeken, hetgeen daardoor te lijden kreeg van ontbossing en erosie. Ook raakte het land, dat onder de eerste twee Somoza's nog een redelijke economische groei had bereikt, onder het wanbeheer van Somoza Debayle economisch in het slop. Hierdoor, en door de wijdverbreide corruptie in het land, stak het Sandinistische verzet weer de kop op.
De genadeslag voor de onder de bevolking nog bestaande loyaliteit jegens het regime van Anastasio Somoza Debayle was een grote aardbeving in Managua in december 1972, die 500.000 mensen dakloos maakte en die het stadscentrum wegvaagde. Er werd veel internationale hulp naar Nicaragua gestuurd, maar de helft daarvan werd door de familie Somoza opgesoupeerd en het centrum van Managua werd nooit herbouwd. Dit tot woede van niet alleen het Nicaraguaanse volk, maar ook van de Amerikaanse bondgenoot.
Toen in een gijzelingsactie een goede vriend van de familie Somoza werd gedood, reageerde Anastasio Somoza Debayle furieus en hij begon een campagne waarbij burgers die de rebellen zouden ondersteunen gedood werden. Dit had tot gevolg dat de rebellen toenamen in aantal, waardoor het geweld escaleerde tot een burgeroorlog.
De Sandinistische troepen werden gesteund door Cuba, en hadden hun bases in Costa Rica en inmiddels ook in Honduras. Van daaruit vielen ze de woongemeenschappen in het grensgebied aan. Intussen kwamen in Nicaragua hele steden in opstand en werd de Guarda Nacional daar verdreven. León, traditioneel in oppositie tegen de conservatieven en dus tegen de familie Somoza, kwam zo al snel in handen van de Sandinisten. Anastasio Somoza Debayle gaf zijn luchtmacht vervolgens de opdracht op in León "Alles te bombarderen dat beweegt, totdat het ophoudt te bewegen". Somoza verwachtte dat hij steun zou krijgen van de Verenigde Staten, maar hij schatte dat verkeerd in. Kort na de oorlog in Vietnam waren de Verenigde Staten niet geïnteresseerd in een nieuwe jungle-oorlog tegen marxistische rebellen. President Jimmy Carter trok de steun aan Somoza in, en drong aan op zijn aftreden. Somoza verliet het land en vluchtte naar Paraguay. Hier werd hij vermoord.

## Sandinisten aan de macht
Somoza vluchtte naar Miami en de rebellen namen de hoofdstad Managua in bezit. Op 19 juli 1979 werd het Comité van Nationale Wederopbouw ingesteld, een nieuwe coalitieregering ingesteld onder leiding van Sandinistenleider Daniel Ortega (die toen 35 jaar oud was). De Sandinisten erfden een land dat door de burgeroorlog voor 480 miljoen dollar schade had geleden. Er heersten honger, ziekte en vervuiling door het gebruik van pesticiden. Het Meer van Managua was dood als gevolg van de toxische stoffen die erin geloosd waren. Erosie en stofstormen waren een ander probleem in het land.
De Verenigde Staten onder Carter boden Nicaragua een hulpverleningscontract aan, en ook toen er handelsovereenkomsten werden getekend met de Sovjet-Unie bleven de relaties met Amerika goed. Deze vriendschappelijke verhouding veranderde echter toen Ronald Reagan in Amerika president werd. De nieuwe republikeinse regering in Amerika zag Nicaragua als een voorbeeld van falend non-interventiebeleid van Carter. De verhoudingen tussen Amerika en Nicaragua verslechterden ook doordat de Sandinisten privébedrijven (vaak in Amerikaanse handen) lieten overgaan tot staatseigendom. De Amerikaanse hulp aan Nicaragua werd daarom in 1981 gestopt. Ook begonnen de Verenigde Staten met het bewapenen en trainen van Contra's (krachten tegen de Sandinisten) in Honduras. De eerste contra's bestonden uit restanten van Somoza's Guardia Nacional, later sloten ook Miskito-indianen en dissidente Sandinisten zich bij de contra's aan.
Intussen waren de niet-Sandinistische leden uit de regering gestapt en concentreerde de macht zich in de kring rond Ortega. Onder Sandinistisch bestuur kende Nicaragua een toename in de levensstandaard dankzij gestegen aandacht voor gezondheid en onderwijs. Vooral de nationale alfabetiseringscampagne werd internationaal geprezen. Toch bleef het land economisch in het slop en kreeg het te maken met een steeds verder oplopende inflatie.
De Sandinisten wonnen de verkiezingen van 4 november 1984, die door internationale waarnemers als vrij en democratisch werden gewaardeerd maar die door de Verenigde Staten niet erkend werden. De Amerikaanse pressie tegen de regering van Nicaragua escaleerde in aanvallen op Nicaraguaanse havens en olie-installaties, en in het leggen van mijnen bij de havens. Deze acties werden veroordeeld door het Internationaal Gerechtshof. De Verenigde Staten weigerden echter om schadevergoeding te betalen, en verklaarden dat het Hof niet competent was in deze zaak. Hoewel vervolgens ook de Verenigde Naties in een resolutie bepaalde dat de schadevergoeding betaald diende te worden, is dit nooit gebeurd. Op 1 mei 1985 kondigde Amerika een embargo af tegen Nicaragua, dat duurde tot maart 1990.
Toen in 1987 de Amerikaanse ingenieur Ben Linder door de Contra's werd gedood, bepaalde het Amerikaanse Congres dat de steun aan de Contra's moest stoppen. De steun werd vervolgens toch doorbetaald uit inkomsten uit wapenverkoop aan Iran, hetgeen leidde tot de Iran-Contra-affaire uit 1987. Op 23 maart 1988 kwamen de Sandinisten en de Contra's een wapenstilstand overeen, na bemiddeling van andere landen in de regio en interne verdeeldheid bij de Contra's. Ook werd in dat jaar een autonome status voor het Atlantische kustgebied geregeld.

### Intermezzo
De Sandinisten verloren op 25 februari 1990 de verkiezingen aan een coalitie van oppositiepartijen onder leiding van de liberalen Violeta Barrios de Chamorro, weduwe van een door Somoza vermoorde journalist. Staatseigendommen werden weer geprivatiseerd.
Het land werd gedurende de jaren 90 herbouwd, maar kreeg eind oktober 1998 weer een terugslag te verwerken als gevolg van de orkaan Mitch die toen in het gebied woedde en grote vernielingen aanrichtte.
Chamorro werd in 1997 opgevolgd door Arnoldo Alemán, voormalig burgemeester van Managua en leider van de Liberaal Constitutionalistische Partij. Aanvankelijk populair wegens zijn wederopbouwprojecten kwam hij uiteindelijk onder vuur te liggen wegens gierende corruptie in zijn regering. Alemán en zijn naasten bleken zich voor tientallen miljoenen dollars ten koste van de nationale begroting verrijkt te hebben. Alemáns opvolger Enrique Bolaños, eerder diens vicepresident, besloot over te gaan tot vervolging van Alemán en maakte corruptiebestrijding een speerpunt van zijn presidentschap. Alemán werd tot twintig jaar cel veroordeeld. Hij bleef echter invloedrijk als leider van de PLC.

### Terug aan de macht
Alemán vormde een pact met Ortega en zette zijn PLC op tegen partijgenoot Bolaños, die daardoor nauwelijks nog effectief kon regeren. In 2007 konden, mede dankzij de verdeeldheid in liberale rangen, de sandinisten de verkiezingen weer winnen en werd Ortega opnieuw president.
Kort voor de verkiezing van Ortega stemde het Congres in met een totaal verbod op abortus, tot ontsteltenis van de feministische beweging waarvan de Sandinisten in de jaren 80 een belangrijke voorganger waren. Door de nieuwe machtspositie van de Sandinisten en het pact tussen Alemán en Ortega werden de onafhankelijke instituties van Nicaragua verder uitgehold. In 2009 sprak het Hooggerechtshof Alemán vrij; de meeste waarnemers spraken van een politieke beslissing. In 2008 werden de Sandinisten beschuldigd van fraude bij door hen gewonnen gemeenteraadsverkiezingen. Drie jaar later volgden opnieuw omstreden verkiezingen. Hoewel de grondwet expliciet herverkiezing van de zittende president verbiedt stelde het Hooggerechtshof dit artikel buiten werking en zodoende stelde Ortega zich opnieuw kandidaat. Hij wist de verkiezing opnieuw te winnen, hoewel volgens waarnemers sprake was geweest van een oneerlijke stembusgang.
In 2018 braken er grote maatschappelijke protesten uit tegen het bewind van Ortega, die hij met harde hand liet neerslaan. Sinds die protesten heeft zijn grip verstevigd en veel oppositieleden, mensen uit de zakenwereld en journalisten zijn vastgezet.
In 2021 vierden de republieken Guatemala, Costa Rica, El Salvador en Honduras gezamenlijk hun 200-jarige onafhankelijkheid. Bicentenario de Independencias.
In november 2021 werd Ortega herkozen voor een vierde termijn van vijf jaar met 75% van de stemmen en een opkomst van 65%, aldus het officiële kiesbureau. Een oppositiegezind waarnemersbureau, Urnas Abiertas, schatte de opkomst op minder dan 20%. Buitenlandse waarnemers uit de Verenigde Staten en de Europese Unie zijn geweerd evenals buitenlandse journalisten. In aanloop op deze verkiezingen zijn zeven presidentskandidaten gearresteerd op vage beschuldigingen, van persvrijheid is geen sprake omdat de media in handen is van het regime en kritische journalisten worden bedreigd.
Als straf voor het ondemocratische regime legde de regering-Biden nieuwe sancties op, deze beperken de mogelijkheden van Amerikaanse bedrijven om in de mijnbouwsector, met name goud, te investeren. Goud was in 2021 het belangrijkste exportproduct. In 2021 werd voor US$ 867 miljoen aan goud geëxporteerd waarvan 79% de Verenigde Staten als bestemming had.
Vanaf 2020 is het voor buitenlanders eenvoudiger geworden om Nicaragua legaal binnen te komen. In april 2023 ging het regime intensiever samenwerken met reisorganisaties en chartermaatschappijen, waardoor veel migranten binnenkwamen die naar de Verenigde Staten willen doorreizen. Door deze actieve faciliterende houding maakt Ortega misbruik van migranten als wapen tegen de Verenigde Staten.